# Enkel Willy Brandts
Als politische Enkel Willy Brandts wurden jüngere Spitzenpolitiker der SPD bezeichnet, die nicht direkt seine Nachfolge antraten wie Helmut Schmidt als Bundeskanzler und Hans-Jochen Vogel als SPD-Vorsitzender, sondern zur Zeit von Brandts SPD-Vorsitz noch eine Führungsreserve der SPD darstellten.
Dazu rechnete man die SPD-Ministerpräsidenten und späteren Parteivorsitzenden Björn Engholm, Rudolf Scharping, Oskar Lafontaine und Gerhard Schröder.
Seltener wurden auch noch jüngere SPD-Politiker, z. B. Andrea Nahles, als Urenkel Willy Brandts bezeichnet.